# 橫琴天沐河草地音樂節
横琴天沐河草地音乐节，是由橫琴粵澳深度合作區民生事务局主办、澳门特别行政区政府文化局协办的大型戶外音樂節活動，舉辦地點於廣東省珠海市橫琴天沐河賽艇公園。活動首次於2023年2月18日至19日進行，據介紹音樂節融合民谣、摇滚、流行、电音等多种音乐元素，将按照音乐风格布置激情四射的摇滚舞台区和轻松抒情的流行民谣舞台区，另外还设置了充满想象力的大型装置艺术作品区，用多彩造景和多元音乐装点天沐河畔。

## 歷史
2023年2月10日，橫琴粵澳深度合作區民生事務局公佈首次活動詳情，共邀請到30組來自粵港澳大灣區的30組原創樂隊和音樂人以“草地開唱”方式帶來大型音樂盛宴，當中來自澳門的有12組原創音樂人，均活躍在澳門hush!音樂會活動中，透過音樂節活動共同搭建粵澳兩地文化藝術深度交流融合發展的平台。
2023年2月18日，首屆音樂節活動揭幕，琴澳兩地官員均出席開幕儀式。其中橫琴粵澳深度合作區民生事務局局長黃宇傑表示，首屆音樂節活動與澳門文化品牌hush!音樂會遙相呼應，是粵澳兩地在跨境合作舉辦文化活動方面又一次積極探索。在初春暖陽之際舉辦音樂節，也寄託對粵澳合作的美好祝願，以及琴澳融合的光明前景，期待橫琴與澳門文化交流合作迎來新開始、新機遇，奏出新篇章。另外，據本音樂節音樂總監和總策劃作出介紹，因受眾廣泛，在選曲時考慮了民謠、搖滾、流行、電音等多種音樂元素，在內容上不會單純偏向某一種風格。同時與澳門元素緊密結合。而音樂節以「萬物生長、草地開唱」為概念，象徵着生機盎然、開始全面復蘇的音樂演出市場，也象徵着橫琴正在以蓬勃的生命力進入全面發展。

## 活動詳情

### 2023年
首屆橫琴天沐河草地音樂節分別於2023年2月18日及19日15:00至22:30舉行，現場設置兩個舞台，來自粵港澳大灣區及全國各地的30組藝人及樂隊一連兩天陸續登台獻唱，帶來每天八小時逾150首歌曲不間斷的音樂盛宴。當中包括12組來自澳門當地的原創樂隊，並首次將澳門原創音樂力量在橫琴全面集結；另外有八支來自粵港澳大灣區原創樂隊和其他知名原創音樂人均參與本次音樂節的表演。首日活動同時吸引澳門居民親自到場欣賞。
開幕式先由一名10歲的中葡混血小歌手王心妤和兩名外籍歌手Betchy Barros、Ryan Carroll，共同上演開場歌曲《愛上澳門》，同時帶來葡萄牙民俗舞蹈的表演，透過歌曲向觀眾領略澳門風光，感受澳門獨特的中葡文化交融之魅力。表演團隊還專門對所表演的歌曲進行改編，唱詞融合普通話以及土生葡語，爲首屆音樂節融入了更多的中葡元素。音樂節現場将按照音樂風格分爲激情四射的搖滾舞台區、輕松抒情的流行和民謠舞台區，還設置了充滿想象力的大型裝置藝術作品區。

## 交通安排
活動期間，橫琴天沐河賽艇公園的音節節舉行地點周邊區域將實施交通管制措施，主辦單位增設三條免費活動接駁專線往返深合區其他地點（包括創新方、勵駿龐都廣場和橫琴口岸）、珠海大學城或琴澳民生專線往返澳門。自駕人士指定停車場設置於橫琴創新方和勵駿龐都廣場，再通過轉乘免費接駁專線前往活動舉行地點。

## 影響及參與人數
2023年春季，活動首次舉辦，由於正值中國大陸自2023年1月8日起實施對COVID-19採取「乙類乙管」措施，橫琴口岸的客流、車流迎來快速增長；截至2月19日，通關客流、車流分別達158萬人次、23萬輛次，同比疫情前的2019年分別增長逾27%及1倍。音樂節活動吸引不少澳門單牌車車主前往，連續兩天活動吸引近萬人次參與。  據主辦方估算，音樂節首日約有一萬餘名觀眾到場，次日稍有減少，但氣氛同樣震撼，不少年輕觀眾更選擇一連兩天都到場觀賞，全情投入到音樂的享受當中，配合韻律晃動身體或手臂，用熱情點燃天沐河畔。當中有部分澳門樂隊首次於橫琴和中國大陸地區亮相；而更有澳門本地團體組織一批澳門本地中小微企業負責人到場觀賞。